# Jade (magazine)
Pour les articles homonymes, voir Jade (homonymie).
Jade est un magazine de bande dessinée et de culture (musique, cinéma, littérature) publié par les éditions 6 Pieds sous terre depuis 1991. Il a connu une époque fanzine et une époque professionnelle.

## Périodes

### Jade fanzine
Le fanzine a connu 10 numéros, de décembre 1991 à janvier 1995. Sa maquette, d'apparence déjà très professionnelle, fait remarquer le journal qui obtient deux prix :
- en 1993, un Alph'art fanzine à Angoulême pour Jade 4 ;
- en 1994, un Cosinus fanzine pour Jade 9.

### Jade magazine
Le magazine a connu 26 numéros de septembre 1995 à juin 2003. À l'exception du dernier numéro qui a connu divers aléas, l'intégralité de cette série a été vendue en kiosque, ce qui a fait de Jade un des rares journaux de bande dessinée à continuer à paraître au creux de la période de déprime du marché de la presse de bande dessinée.

### Jade web
Depuis 2000, Jade existe aussi sur Internet.

### Jade ...(.)U
En mai 2006 sort une nouvelle mouture de Jade, intégralement consacrée à la bande dessinée comme sujet ou comme substance, publiée comme revue au format Comix (collection Lépidoptère) et distribuée en librairie exclusivement. Le nombre de trois ou quatre chiffres précédant la lettre U (124U, 108U, etc.) ne correspond pas à un numéro mais au code pantone de la couleur utilisée en couverture.
- JADE 124U - mai 2006  (ISBN 978-2-910431-96-9),
- JADE 5635U - septembre 2006  (ISBN 978-2-35212-001-8),
- JADE 2583U - février 2007  (ISBN 978-2-35212-013-1),
- JADE 390U - juin 2007  (ISBN 978-2-35212-025-4),
- JADE 716U - février 2008  (ISBN 978-2-35212-031-5),
- JADE 630U : La mythomanie - juin 2008  (ISBN 978-2-35212-037-7),
- JADE 456U : Mon premier livre - février 2009  (ISBN 978-2-35212-044-5),
- JADE 200U : Nos amis les médias - octobre 2009  (ISBN 978-2-35212-049-0),
- JADE 606U : Le petit théâtre d’Angoulême - janvier 2010  (ISBN 978-2-35212-054-4),
- JADE 320U : Le regard des autres - août 2010  (ISBN 978-2-35212-061-2),
- JADE 108U : Numérique et bande dessinée - mars 2011  (ISBN 978-2-35212-071-1),
- JADE 239U : Le refus - septembre 2011  (ISBN 978-2-35212-078-0),
- JADE 877U : On a toujours 20 ans - février 2012  (ISBN 978-2-35212-086-5),
- JADE 354U : Les libraires (sous la direction de Julien June Misserey) - février 2013  (ISBN 978-2-35212-096-4),
- JADE 166U : Le jeu des influences (sous la direction de Nicolas Verstappen) - novembre 2013  (ISBN 978-2-35212-104-6),
- JADE 661U : Enfin Légitime ? (sous la direction de Xavier Guilbert) - janvier 2015  (ISBN 978-2-35212-113-8).

## Quelques auteurs publiés

### Bande dessinée
- Guillaume Bouzard
- Colonel Moutarde
- Pierre Duba
- Edmond Baudoin[1]
- Yann et Conrad
- Frank Miller
- Cizo
- Winshluss
- Stéphane Blanquet
- Olivier Josso
- Kaze Dolemite
- Vincent Vanoli[2]
- Jampur Fraize
- David Vandermeulen[3]
- Pierre Druilhe
- Julie Doucet
- Jean-Christophe Menu[4]
- Ambre
- Lionel Tran
- Stéphane Perger[5]
- Geneviève Castrée

### Essais
- L.L. de Mars
- Pierre Duba

### Rédacteurs actuels
- Pierre Henri de Castel-Pouille
- Philippe Dumez
- Lionel Tran
- Jean-Philippe Garçon